# NGC 1588
NGC 1588 è una galassia ellittica situata nella costellazione del Toro, a una distanza di circa 166 milioni di anni luce dalla nostra Via Lattea.

## Scoperta
La galassia è stata scoperta il 19 dicembre 1783 dall'astronomo britannico di origine tedesca William Herschel.

## Descrizione
Il nucleo di NGC 1588 presenta forti emissioni nell'ultravioletto. La galassia è iscritta nel catalogo di Markarian con il codice Mrk 616 (MK 616).

## Gruppo di NGC 1589
NGC 1588 presenta emissioni nel dominio dei raggi X e fa parte del Gruppo di NGC 1589, un raggruppamento di galassie costituito da nove membri. Le altre otto galassie del gruppo sono: NGC 1586, NGC 1587, NGC 1589, NGC 1593, UGC 3054, UGC 3058, UGC 3072 e UGC 3080.
Secondo Garcia, anche NGC 1620 fa parte di questo gruppo, mentre non vi include NGC 1593.
NGC 1587 e NGC 1588 formano una coppia di galassie.